# ナガレアブ
ナガレアブは、双翅目ナガレアブ科（Athericidae）に属する種の総称。もとはシギアブ科に含まれる分類群であったが、1973年に独立した科とすることが提唱され、広く受け入れられている。
双翅目の中では小さい科で、世界で約9属122種が報告されている。日本からは1989年時点で2属9種が記録されている。